# جرم به دنیا آمده
«جرم به دنیا آمده» (انگلیسی: Born a Crime) یک کتاب خودزندگی‌نامه و کمدی از ترور نوآ است که در سال ۲۰۱۶ منتشر شد. یک فیلم بر اساس این کتاب در حال ساخت است.
این کتاب به عنوان یکی از بهترین کتاب‌های ۲۰۱۶ توسط نیویورک تایمز، ان‌پی‌آر، و بوکلیست شناخته شد. داستان «جرم به دنیا آمده» زندگی ترور نوآ، یک شخص با مادر سیاه‌پوست و پدری سفیدپوست در دوران آپارتاید در آفریقای جنوبی است و نژادپرستی و مشکلات دوران آپارتاید و بعد از آن (مانند فقر بین سیاه‌پوستان، خشونت خانگی و ...) را به تصویر می‌کشد.